# Bupleurum bicaule
Bupleurum bicaule là một loài thực vật có hoa trong họ Hoa tán. Loài này được Helm mô tả khoa học đầu tiên năm 1809.